# イェンス・グラール
イェンス・グラール（Jens Grahl, 1988年9月22日 - ）は、西ドイツ・シュトゥットガルト出身のサッカー選手。ポジションはGK。アイントラハト・フランクフルト所属。

## 経歴
2009年にTSG1899ホッフェンハイムに加入した。2013年12月7日のアイントラハト・フランクフルト戦でブンデスリーガデビューを果たす。
2016-17シーズンに古巣のVfBシュトゥットガルトに加入。2018年5月4日に契約を2020年まで延長した。
2021年7月19日、アイントラハト・フランクフルトへ2024年6月までの3年契約で完全移籍した。